# Chalcides ocellatus
El eslizón ocelado (Chalcides ocellatus) es una especie de lagarto de la familia Scincidae.

## Descripción
Escico de tamaño medio y extremidades de cinco dedos, que se desplaza con rapidez en zonas pedregosas y matorrales, siendo menos común en arenales.

## Distribución
Su distribución es muy extensa, localizándose desde Mauritania hasta el sureste de Pakistán y desde algunos puntos aislados de Grecia continental hasta el norte de Kenia. En España se han encontrado ejemplares en las islas Chafarinas y en la ciudad autónoma de Melilla, donde abunda en zonas rústicas, en Rostrogordo y alrededores del aeropuerto. En la península ibérica, solamente presente en una pequeña población aislada en la sierra del Molar, entre las desembocaduras de los ríos Segura y Vinalopó.